# Fejø
Fejø – duńska wyspa położona na Morzu Bałtyckim. Powierzchnia wyspy to 16 km², a jej ludność wynosi 434 mieszkańców (I 2017 r.), natomiast gęstość zaludnienia 27,1 os./km². Na Fejø leżą dwie wioski: Vesterby (licząca w 2004 roku 247 mieszkańców) i Østerby. Najwyższym punktem wyspy jest Bibjerg (13 m n.p.m.).

## Demografia
- Wykres liczby ludności Fejø na przestrzeni ostatniego stulecia

źródło: Duński Urząd Statystyczny